# Dragodanovo
Dragodanovo (bulgariska: Драгоданово) är ett distrikt i Bulgarien.   Det ligger i kommunen Obsjtina Sliven och regionen Sliven, i den centrala delen av landet, 270 km öster om huvudstaden Sofia.
Trakten runt Dragodanovo består till största delen av jordbruksmark. Runt Dragodanovo är det ganska glesbefolkat, med 22 invånare per kvadratkilometer.